# Go-bang
Go-bang of gomoku is een bordspel dat op het Go-bord gespeeld kan worden.
Go-bang wordt vaak als kinderspel gespeeld. In Oost-Azië spelen ook volwassenen het, vaak nadat ze een partij Go hebben gespeeld, als een soort afsluiting.

## Spelregels
Go-bang is een spel voor twee spelers. De een gebruikt de witte stenen, de ander de zwarte. Zwart begint. Beurtelings zetten ze een steen op de kruispunten van de lijnen op het vierkante bord. Een steen die eenmaal is geplaatst kan niet meer worden verplaatst of verwijderd.
Degene die als eerste een rij van vijf stenen van zijn eigen kleur voltooit wint het spel. De rij mag horizontaal, verticaal of diagonaal worden gemaakt.

## Strategie en tactiek
Als iemand een rij van vier kan maken met aan beide kanten nog ruimte voor een vijfde steen, dan is het spel beslist. Men dient dus reeds bij een rij van drie tegenmaatregelen te nemen door aan een kant een eigen steen te plaatsen. Om te winnen is het zaak om verschillende dreigingen zodanig te combineren, dat de tegenstander zich niet tegen alle dreigingen kan verdedigen. Uiteraard dient men ondertussen niet te vergeten dat ook de tegenstander een rij kan maken.
Het beginvoordeel van zwart is in dit spel erg groot. Voor een bord van 15x15 kruispunten is zelfs bewezen, dat zwart ook tegen het beste tegenspel altijd kan winnen. Vermoedelijk is dat ook voor grotere borden het geval (het standaardformaat voor Go is 19x19).

## Varianten
Omdat het beginvoordeel zo groot is, zijn er diverse varianten op het spel bedacht. De bekendste hiervan zijn:
- Pente, waarbij stenen kunnen worden geslagen.
- Renju, waarbij het onder meer verboden is om tegelijk twee rijen van drie of van vier te creëren.

## Trivia
In Japan is het de gewoonte dat een speler bij het leggen van de vijfde steen niet laat merken dat hij gewonnen heeft. De tegenspeler ongemerkt verslaan en daarna proberen nog eens een rij van vijf te vormen wordt belangrijker geacht dan het laten merken van blijdschap over de winst.